# Allium tourneuxii
Allium tourneuxii — вид рослин з родини амарилісових (Amaryllidaceae); поширений у Алжирі й Тунісі.

## Опис
Стеблина коротка, до 8 см.
Період цвітіння: грудень — травень.

## Поширення
Поширений в Алжирі й Тунісі.
Здається, обмежений гірськими місцевостями на півночі Алжиру та західному Тунісі, насамперед з гір Атласу поблизу Бліда. Зростає в затінених місцевостях, у лісах з Quercus canariensis, Quercus suber, Cedrus atlantica, Pinus pinaster та Ilex aquifolium. Висота: 100–1600 м.